# Eustache Granier
Pour les articles homonymes, voir Eustache Ier.
Eustache Granier ou Grenier également parfois appelé Garnier ou Grener selon les sources et les auteurs, né vers 1071 et mort en 1123, seigneur de Césarée et de Sidon, est un chevalier croisé qui prit part à la première croisade. Il fut connétable et vice roi de Jérusalem.

## Origine
On ne connaît pas son nom exact (les mentions en latin, le nomment Garnerius, Granerius, Granarius). On a sa signature sous la forme Eustachius Garnerius en 1110, au bas d'un privilège donné par Baudouin Ier de Jérusalem en faveur de l'église de Bethléem; il est appelé Eustachius Granerius dans un acte personnel du 5 mai 1116 dans le Cartulaire du Saint-Sépulcre, relatif à la restitution d'une terre et d'un moulin au prieuré de la Sainte-Quarantaine, et en 1120, il signe Eustachius Granarius, au bas d'un acte du roi Baudouin II,.
Guillaume de Tyr, son contemporain, le désigne comme un des barons de l’Ost (armée en campagne) de Baudouin de Boulogne.
Au XVIe siècle, Nicolas Despars (Chronique de Flandre) et Jacques Meyer (Annales Flandriae) le citent dans leurs listes des chevaliers flamands qui prirent une part active à la première croisade.

Jacques Meyer dans ses Annales Flandriae (1561) indique qu'il était de l'évêché de Thérouanne.
Au XVIIe siècle Charles du Cange écrit : « Je trouve plusieurs familles de ce nom de Granier ou Grenier en France (…) Il est malaisé de deviner si Eustache estoit originaire d'Aquitaine ou de Picardie, ou mesme de Flandres, comme veut Meier, qui luy donne le surnom de Beccam, sans que j'en sache la raison. Il l'appelle Beccamensis, c'est-à-dire natif de Beccam, lieu qui devait être en Flandre ou dans quelqu'un des pays voisins, puisque l'auteur remarque que Godefroi de Bouillon, dans la distribution des places conquises faites aux barons croisés, n'oublia pas ses compatriotes. Mais nous ne trouvons pas de ville ou de bourg du nom de Beccam. Des vers latins en l'honneur des personnages originaires du diocèse de Thérouanne qui se sont illustrés dans la première croisade nous apprennent qu’Eustache, surnommé Gernirs, devint prince ou seigneur de Césarée ».

### Origine contestée
Selon le Dictionnaire universel, historique, critique, et bibliographique (1810), par Louis Mayeul Chaudon, il est appelé "Dagrain" ou "d'Agrain". Cette hypothèse, reprise à l'époque contemporaine par un auteur régional, apparue en 1810 à l'initiative du célèbre auteur de mémoires apocryphes Jean-Louis Giraud-Soulavie, et a été depuis contestée.

### Un chevalier flamand originaire du diocèse de Thérouanne selon les historiens contemporains
À l'époque contemporaine, Eustache Granier est identifié par différents historiens comme un chevalier flamand originaire du diocèse de Thérouanne alors dans le Comté de Flandre
Joseph Ringel dans Césarée de Palestine: étude historique et archéologique (1975) indique que « vers 1108, le chevalier flamand Eustache Granier reçut en fief Césarée ».
Jean Richard dans The Latin Kingdom of Jerusalem (1979) écrit qu'Eustache Garnier était du Boulonnais et l'un des plus fidèles compagnons de Baudouin de Boulogne.
Steven Tibble dans Monarchy and Lordships in the Latin Kingdom of Jerusalem, 1099-1291 (1989) écrit qu'Eustache Grenier est un chevalier flamand qui arriva au Proche-Orient entre 1099 et août 1105.
L'historien Alan V. Murray dans The Crusader Kingdom of Jerusalem: A Dynastic History 1099-1125 (2000) écrit au sujet d'Eustache Grenier :
 « Cependant, ses origines peuvent être établies avec un degré élevé de certitude. Le "Versus de viris illustribus diocesis Tarvanensis qui in sacra fuere expeditione" l’identifie comme un Flamand du diocèse de Thérouanne : "Par belramensis, fit princeps Caesariensis / Eustachius notus miles, cognomine Gernirs". La forme "Gernirs" est aussi utilisée par Guillaume de Tyr et semble être un vernaculaire équivalent de la forme latine du nom d’Eustache, ce qui semble indiquer un officier responsable d’un « granarium » (grenier) ; bien que cela semble être devenu un nom de famille héréditaire porté par ses descendants, cela ne révèle rien sur Eustache lui-même. La phrase "par belramensis" peut être expliquée de la manière la plus satisfaisante par le nom "par" dans le sens de "pair", un office militaire avec un fief attaché, connu dans le comté de Flandre depuis le milieu du XIe siècle, plus un adjectif dérivant d'un toponyme; puisque celui-ci doit nécessairement être recherché dans le diocèse de Thérouanne, il doit se référer au château de Beaurain (F, Pas-de-Calais, arr. Montreuil-sur-Mer) sur la Canche, qui est mentionné en 723 comme "Belrinio super Qanchia sitas in pago Tarvaninse" et aux XIe et XIIe siècles comme "Belrem et castellum de Belrain". Comme Beaurain-Château faisait partie du comté de Saint-Pol, tenu du comte de Boulogne, il est probable qu'Eustache était à l'origine en croisade avec le comte Hugues de Saint-Pol et son fils Engelrand.»
Susan B. Edgington dans Albert of Aachen (2007) partage cette analyse et écrit qu'Eustache venait probablement de Beaurain-Château dans le comté de Saint-Pol.
Eustache Grenier est donné sous les noms « Granarius [Garnier] » et indiqué « flamand de Thérouanne » par le site Medieval Lands de la Foundation for Medieval Genealogy.

## Biographie
Chevalier, il devient seigneur de Césarée, après la prise de cette place par les Croisés en 1101.
Selon Foucher de Chartres, Eustache, surnommé l'épée et le bouclier de la Palestine, était « un homme preux, de noble caractère », et Guillaume de Tyr dira qu'il était « un homme sage et prudent, avec une grande expérience des questions militaires ».
Il est un des envoyés de Baudouin II pour négocier entre Guillaume Jourdain et Bertrand de Toulouse, tous deux fils de Raymond de Saint-Gilles, qui se disputaient la possession de Tripoli.
En 1109 il assiste au siège de Tripoli, dont Bertrand de Toulouse, comte de Provence, prit le gouvernement.
En 1110, Baudouin II lui donne, en plus de la seigneurie de Césarée, la seigneurie de Sidon, actuelle Saïda, une des principales baronnie du royaume de Jérusalem, après la prise de cette ville.
Il prend part à l'importante convocation de la chevalerie, comme les principaux vassaux du royaume, puis au siège raté de Shaizar, et en 1111, à celui de Tyr, victorieux, en y supervisant la construction de machines d'assaut.
En 1120, il est présent au conseil de Naplouse, organisé par Baudouin II, durant lequel les lois du royaume de Jérusalem furent établies.
En avril 1123, à la suite de la capture du roi Baudouin II, il fut élu par les barons pour gouverner le royaume de Jérusalem, en qualité de bailli (régent).
le 29 mai 1123, à la tête des armées du royaume de Jérusalem, emportant la Vraie Croix, il repousse une attaque des Fatimides d'Égypte à Ibelin[réf. nécessaire].
Il meurt peu après, le 15 juin 1123. Il fut enterré à l'abbaye Sainte-Marie à Jérusalem.

## Famille et descendance
Il avait épousé Émelote (ou Hermeline ou Emma) nièce du patriarche Arnoulf de Rœux plus connu sous le nom de Arnoul de Chocques. Par son mariage il ajoute ainsi Jéricho à ses domaines. Sa femme se remariera avec Hugues II du Puiset, comté de Jaffa.
De son premier mariage avec Eustache Granier, ils eurent deux fils et une fille :
- Géraud Granier, (1101-1171), comte de Sidon,
- Gautier Granier, (1102-1154), Seigneur de Césarée, marié à Eschiva de Tibériade,
- Agnès Granier, femme d'Henri de Milly, dit le Buffle, frère du seigneur de Naplouse.

Selon Guillaume de Tyr, Géraud et Gautier étaient jumeaux.
```
Eustache I, (1071-1123), 
comte de Sidon
 et 
seigneur de Césarée
.
X1) Émelote (ou Hermeline ou Emma) de Chocques, (1094-?), nièce du 
patriarche
 Arnoulf de Roeux, plus connu sous le nom de 
Arnoul de Chocques
. 
├1:> 
Géraud Granier
, (1101-1171), 
comte de Sidon
.
│    X1) 
Agnès de Bures
 (1101-?).
│    ├1:> Gautier, (1137-?).
│    └2:> 
Renaud
, (1133-1204).
│         X1) 
Agnès de Courtenay
, (1133-1185).
│         ├1:> Gautier, (1166-1199).
│         └2:> Jean, (1168-?).
│         X2) Helvise d'Ibelin, (1185-1216).
│         └1:> 
Balian
, (1192-?).
│              X1) Ida de Reynel, (?-1254).
│              ├1:> 
Julien
, (1222-1275) épouse Euphémie de Barbaron, de la lignée arménienne Héthoumienne, descendante des 
Lusignan
, souverains de Jérusalem.
│              └2:> Gilles, (1224-?).
│              X2) Marguerite de Brienne, (?-1254).
│              ├1:> Fémie, (1170-?).
│              │   X1) Eudes de Saint-Omer, (?-?).
│              └2:> Agnès, (1171-?).
│                  X1) Raoul de Saint-Omer, (?-?).
│                  └1:> Eschive de Tibériade, (1196-1265).
│                       X1) Eudes de Montfaucon, (?-?).
│                       └1:> Simone de Mompelgard, (1235-?).
│                            X1) Philippe d'Ibelin, (1230-1304).
├2:> 
Gautier Granier
, (1102-1154), seigneur de Césarée.
│    X1) Eschiva de Tibériade (1102-?).
│    └1:> Gautier II (Walter II), (?-1183).
│    X2) Julienne ? (1101-?).
│    └1:> Hugues, (1132-1168).
│         X1) Isabelle von Gauthman, (1150-1177).
│         └1:> Julianne, (?-1216).
│              X1) Guy de Beyrouth, (1160-1186).
│              └1:> Gauthier, (1175-1229).
│                  X1) Marguerite d'Ibelin, (1175-1240).
│                  ├1:> Jean, (?-1241).
│                  │    X1) Alix de Montaigu, (1175-1240).
│                  │    └1:> Marguerite, (?-?).
│                  │         X1) Jean l'Alleman, (?-?).
│                  │         └1:> Nicolas l'Alleman, (?-?).
│                  │              X1) Isabelle d'Ibelin, (?-?).
│                  └2:> Fémie, (?-?).
│                      X1) Jean de Gibelet, (?-1263).
│                      └1:> Alix, (?-?).
│                           X1) Richard de Dampierre, (1275-1310).
│                           └1:> Eudes, (?-?).
│                                X1) Alix d'Ibelin, (?-?).
│              X2) Aymar de Leyron, (?-1219).
└3:> Agnès Granier
     X1) Henry de Milly, dit le Buffle
     └1:> ?
[
réf.
 
nécessaire
]
.
```